# 肯蒂什鎮西站
肯蒂什镇西站（英語：Kentish Town West railway station）是伦敦地上铁北伦敦线的一座车站，位于北伦敦的卡姆登区威尔士亲王路，属于第2收费区。

## 历史
- 1867年，本站开通，当时的名称是肯蒂什镇站。
- 1964年6月2日，本站改为现在名称。
- 1971年4月18日，本站因严重火灾而关闭。
- 1981年10月5日，本站重新启用[3][4]。

## 列车服务
非高峰期：
- 里士满站至斯特拉特福德站方向：每小时4班
- 克拉珀姆交汇站至斯特拉特福德站方向：每小时2班（夜间不服务）[5]

## 其他
为保证4编组列车在伦敦地上铁顺利运行，本站至斯特拉特福德站区间自2010年2月至6月1日关闭，用于安装新的信号系统。直至2011年5月，每周日仍会出现在信号升级期间导致列车班次减少的情况。